# Melesjön
Melesjön är en långsträckt insjö i Karlshamns kommun i Blekinge och ingår i Mieåns huvudavrinningsområde. 
Melesjön är omgiven av skog, mestadels granskog men också i viss utsträckning bokskog. Det finns ingen anlagd badplats vid sjön. I sjön, finns bland annat gädda, abborre, ål och flodkräfta. Melesjön har utlopp till Mieån. Det finns ett grustag vid sjön.